# Livio Maranzano
Livio Maranzano (Erice, 29 aprile 1969) è un allenatore di calcio ed ex calciatore italiano, di ruolo centrocampista.

## Carriera

### Giocatore
Ha militato in Serie C con la Salernitana per poi approdare in Serie B con le maglie di Reggina e Modena, disputando complessivamente 114 partite, ha inoltre indossato le maglie di Casarano, Carrarese, Ternana, Acireale, Savoia, Pontedera, Puteolana.
Ha chiuso la carriera con l'Angri nel 2004.

### Allenatore
Da allenatore ha guidato l'Angri, il Savoia, la Rappresentativa Juniores Campania e dal 2010-2011 guida gli Allievi nazionali della Cavese. Nel 2007 è stato allenatore in seconda del Sorrento: ha mantenuto l'incarico fino al dicembre dello stesso anno. Dal 2022 è alla guida della neo-nata Aquilotti Irno, dove vince subito il campionato di terza categoria.